# Stefano Finiguerri
Stefano Finiguerri, detto il Za (fl. XV secolo), è stato un poeta italiano rinascimentale.

## Biografia
Molto poco è noto della sua vita. Era figlio di un certo Tommaso Finiguerri e nacque a Firenze, e forse era parente dell'orafo Antonio Finiguerra e del figlio Maso, ma il fatto non è certo. Non era in buone condizioni finanziarie, tanto che fu costretto a contrarre numerosi debiti, venendo anche brevemente imprigionato nel 1422 al carcere delle Stinche.

## Opere
Dell'attività letteraria di Finiguerri sopravvivono solo tre poemetti: La buca di Montemorello, Il gagno e Lo studio d'Atene. Sono tutti di genere comico-satirico e, secondo critici come Domenico Guerri, furono composti in un breve periodo di tempo tra il 1406 e il 1409 circa per festeggiare la riconquista fiorentina di Pisa. Nei suoi poemetti, che venivano letti pubblicamente durante le feste cittadine, il Finiguerri sbeffeggia note personalità fiorentine del tempo, elencandole meticolosamente, come ad esempio Giovanni di Gherardo da Prato, Filippo Villani, Goro Dati e Coluccio Salutati.
La popolarità di queste composizioni permise loro di sopravvivere, venendo ricopiate in numerosi manoscritti tra il XV e il XVI secolo. Per alcuni dantisti, il Za sarebbe il vero autore della Tenzone con Forese, opera in genere attribuita a Dante Alighieri e che invece, secondo questa teoria, sarebbe stata scritta da Finiguerri scimmiottando il Sommo Poeta.